# تلمبة غروه هجرت (مشيز بردسير)
تلمبة غروه هجرت (بالإنجليزية: Tolombeh-ye Garuh Hajart)‏ هي مستوطنة تقع في إيران في كرمان. يقدر عدد سكانها بـ 24 نسمة .